# 主机大战
主机大战（日语：ゲーム機戦争，又稱為“遊戲機戰爭”）是指两个或多个電子遊戲機制造商之间的竞争，他们试图通过更先进的游戏机技术、更好的電子遊戲來搶佔市場。

## 背景和词源
電子游戏机市场始于1972年，当时第一台家用游戏机米罗华奥德赛发布。随着越来越多的制造商进入電子遊戲機市场，這一市場的競爭越來越激烈。20世纪80年代末和90年代初，隨著世嘉和任天堂之间的遊戲機鬥爭的白熱化，主機大戰一詞開始流行。

## 雅達利与美泰兒
继雅達利於1977年推出雅達利2600之后，美泰兒开始进军游戏机市场，并于1979年推出了Intellivision。与雅達利2600相比，该游戏机的遊戲畫面更好。此外還有许多體育遊戲登陸Intellivision。雅達利2600的销量估计为3000万台，而Intellivision的销量约为500万台。
雅达利于1982年发布了雅達利5200，美泰兒于1983年发布了Intellivision II 。受到1983年美国游戏业大萧条影響，雅达利和美泰兒都遭受重大损失。雅达利在随后的几年里缩减了其電子游戏业务，而美泰兒则在1984年將Intellivision遊戲機業務出售給其他公司。

## 任天堂与世嘉
1983年美国游戏业大萧条後，電子遊戲機市場開始陷入任天堂和世嘉兩強對峙局面。

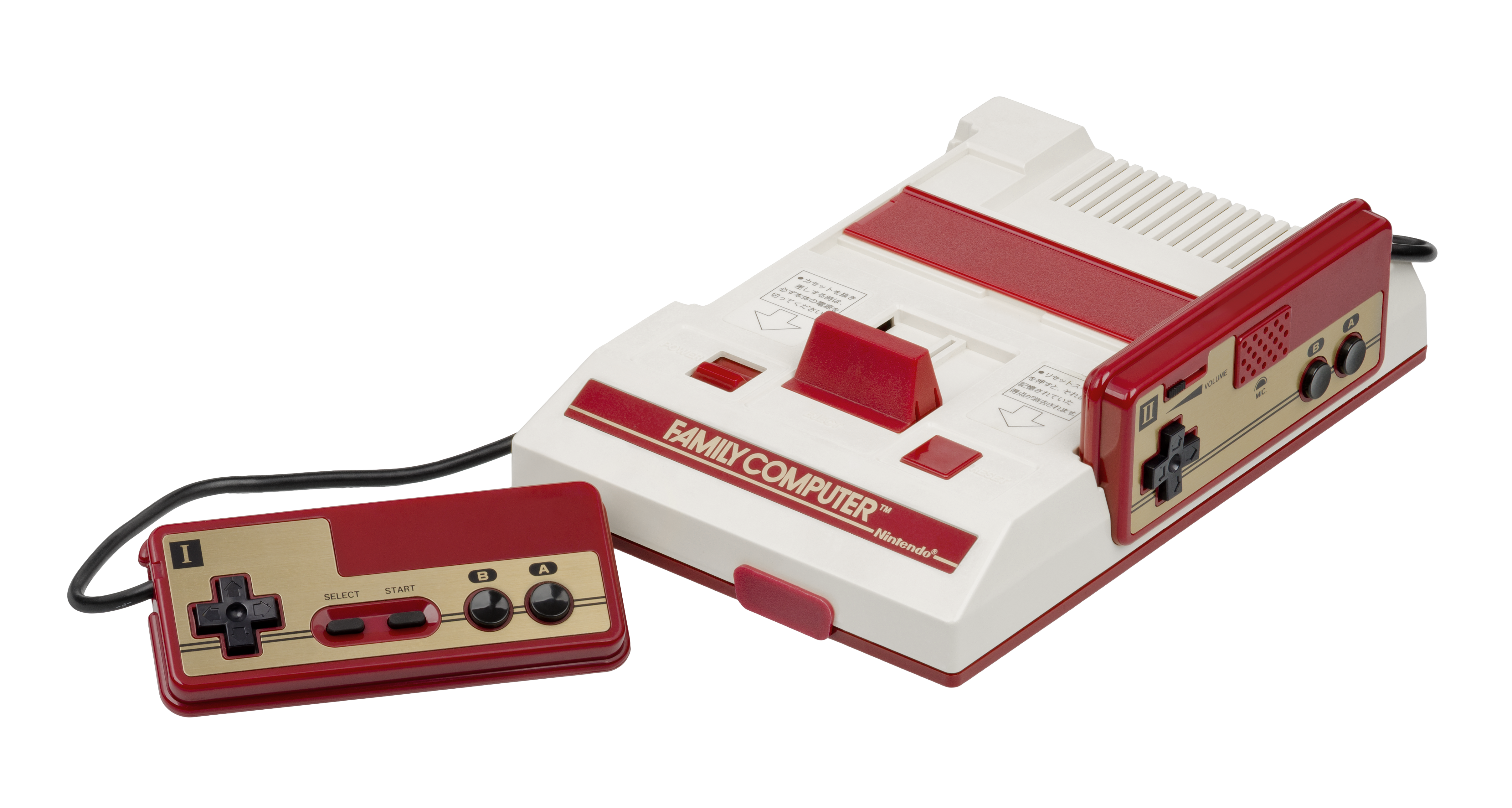
任天堂FC遊戲機，俗稱「紅白機」

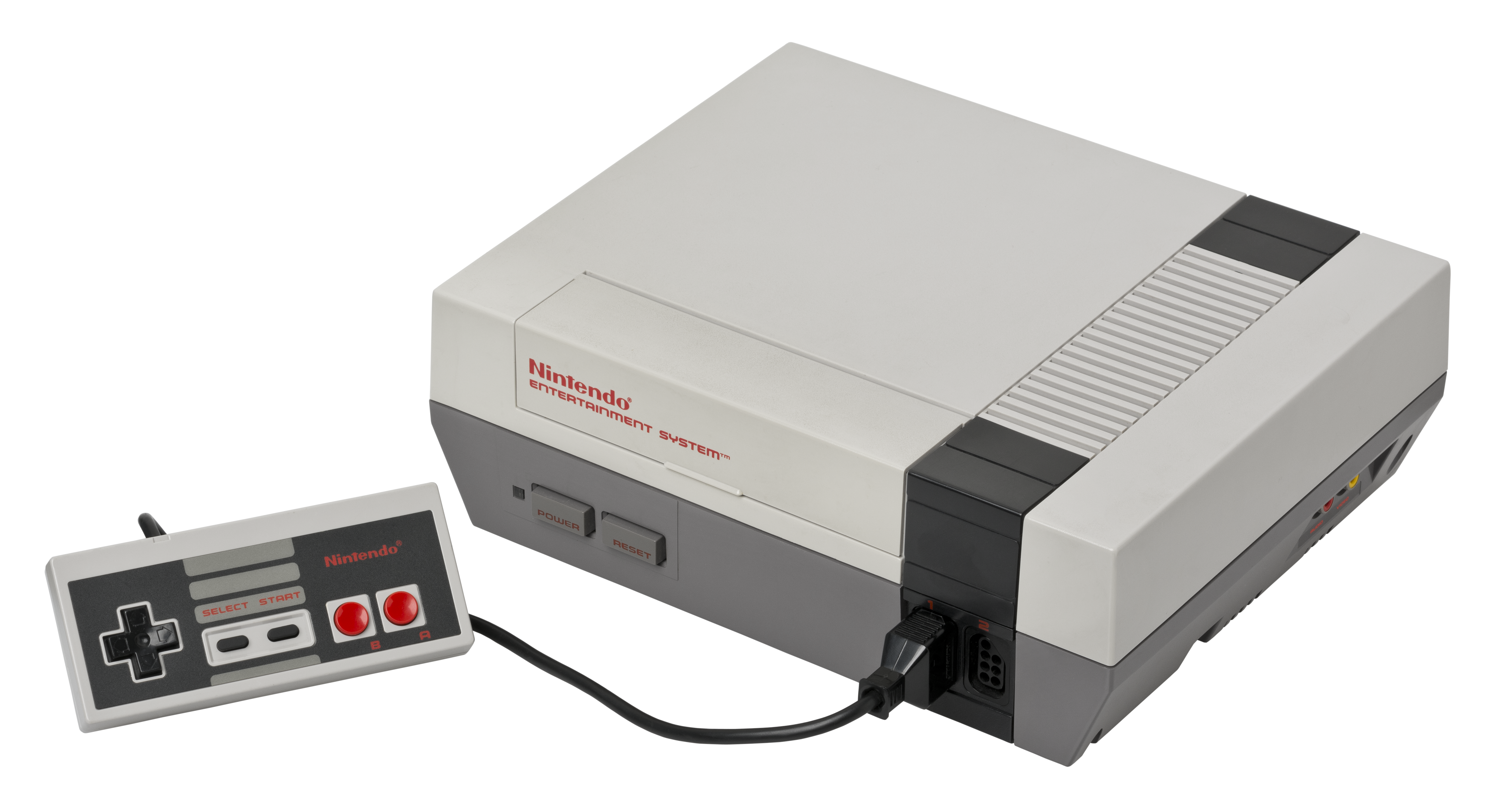
任天堂娛樂系統（Nintendo Entertainment System），俗稱「灰機」

任天堂于1983年在日本发布了红白机。红白机的熱銷讓任天堂擊敗雅达利，确立了其在當時电子游戏机领域的主导地位。红白机在全球共售出近6200万台，其中北美的Nintendo Entertainment System（簡稱「NES」）售出3400万台 

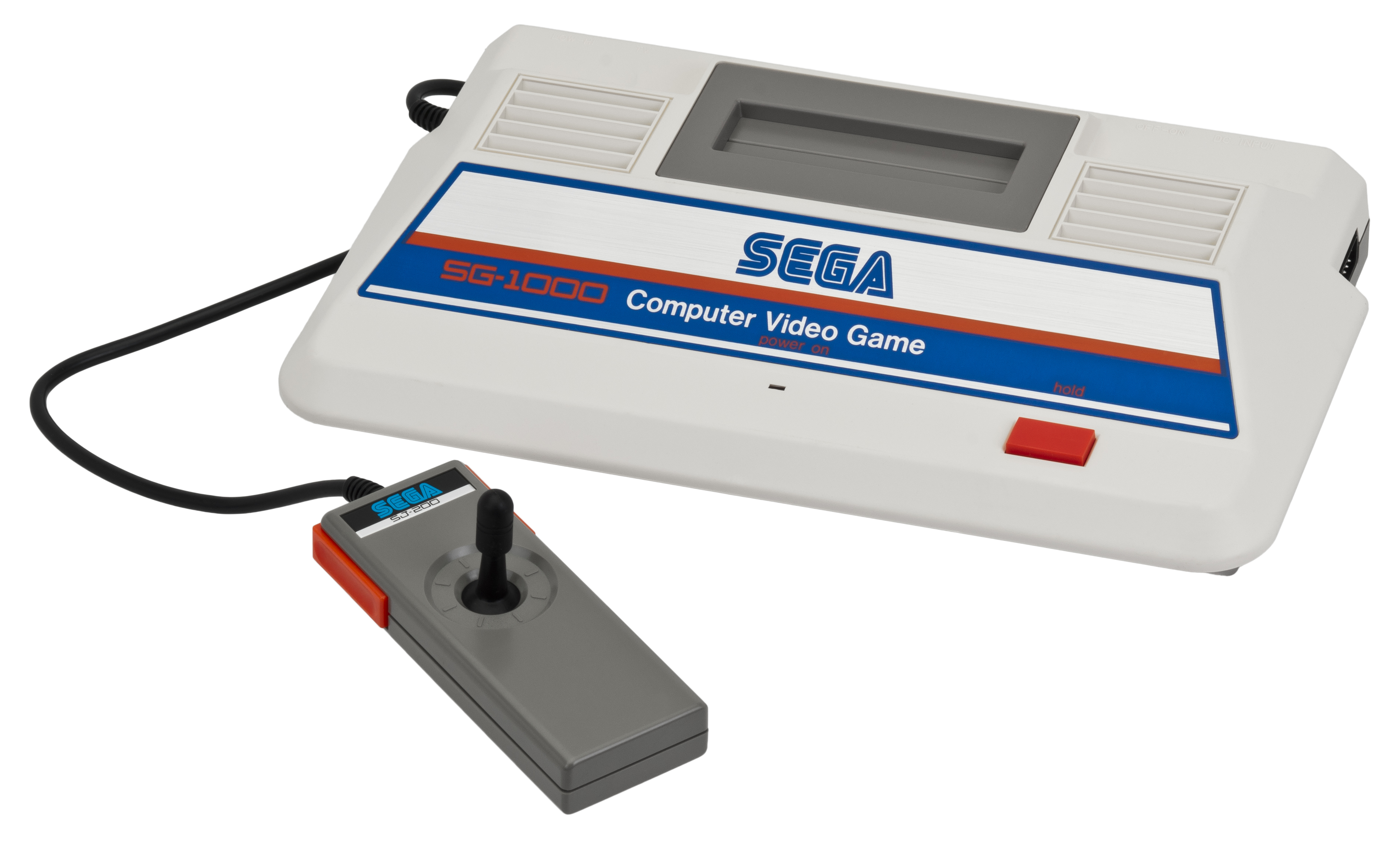
世嘉SG-1000游戏机

与此同时，世嘉也进入電子游戏机市场。1983年，就在紅白機發售的同一天，世嘉发布了SG-1000游戏机，但第一年仅售出16万台，不敵紅白機第一年已售出近300万台。 
1986年，世嘉發佈了SG-1000的後繼產品世嘉Master System。不過當時世嘉的遊戲機在美国的销量总共只有200万台，仍不敵任天堂的NES。
1988年10月，世嘉在日本發售了Mega Drive。不過發行的第一年销量僅售出约40万台，而且被一周前任天堂发布的《超級瑪利歐兄弟3》的風頭所遮蓋。

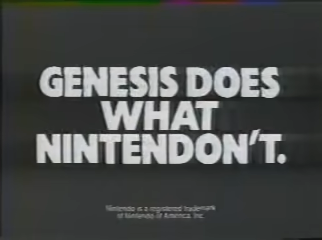
“Genesis does what Nintendon't.”（Genesis趟過了『任天趟(堂)不過的水』）宣傳詞的廣告截圖

1989年8月，Mega Drive的美國版遊戲機Genesis在北美發售後仍然难以与任天堂的遊戲機抗衡，即使世嘉美國公司發起了一場反任天堂的運動，其口號是「Genesis does what Nintendon't.」，到1990年中期Genesis在美國仅售出约50万台。任天堂于1990年2月在北美发布了《超級瑪利歐兄弟3》，这进一步帶火了紅白機並压低了世嘉遊戲機的销量。任天堂本身似乎并没有受到世嘉进入游戏机市场的影响。世嘉总裁中山隼雄為了挑战任天堂的马力欧，他希望公司开发一个知名的吉祥物角色，并制作一款主角是該吉祥物的游戏。 世嘉的設計師大岛直人設計出了刺猬索尼克。世嘉的程式師中裕司协助开发同名游戏《刺猬索尼克》。 该游戏于1991年6月在北美推出，在商業上大獲成功，也被認為是世嘉對任天堂的马力欧作出反擊。
1990年11月，任天堂在日本發售了超級任天堂，繼續確立自己作為日本遊戲機市場的領導者地位，不過當1991年8月在北美發售了Super Nintendo Entertainment System（簡稱「SNES」）的同時，世嘉將北美Genesis降价至149美元，這比剛發售SNES的199美元价格更便宜，再加上《刺猬索尼克》作為購買Genesis遊戲機附送的遊戲，这促使许多用戶轉而购买Genesis。Genesis的游戏數量很多，而SNES的游戏較少，基本上每年就推出一款瑪利歐系列游戏和唯一一款薩爾達傳說系列游戏《塞尔达传说 众神的三角力量》（不包括其外設Satellaview推出的兩款作品，因為未在日本以外發行），这使世嘉首次在美国市场上超越任天堂。
到1991年底，SNES的总销量达到340万台，但Genesis的销量仍比SNES强劲。
在此期间，任天堂和世嘉遊戲機的熱銷带动了电子游戏杂志的发展。任天堂在1988年创立任天堂力量。
1992年，任天堂公开承认自己在游戏机市场上不再占据主导地位。 SNES发行一年后，其价格降至149美元，這與Genesis保持一致，而世嘉不久后又将Genesis的价格降至129美元。1992年6月，卡普空决定将其格斗街机游戏《街頭霸王II -世界勇士-》移植到SNES上，这又推動SNES的銷量。1992年，SNES在美国的销量終於超过Genesis。但此時Genesis的總用戶仍然更多。 

### 索尼的崛起和任天堂與世嘉战争的结束
随着索尼電腦娛樂（現今索尼互動娛樂）的成立以及1994年12月索尼推出PlayStation，世嘉和任天堂兩強對峙的局面開始被打破。PlayStation不使用卡带，而是利用了CD-ROM技術，這樣用戶可以將光盤插入PlayStation。
1995年9月，PlayStation在美国上市，上市两天的销量就超过了世嘉土星在此前五个月的销量。
1996年6月，任天堂发布任天堂64，但它仍然是一个基于卡带的遊戲機，而卡帶相較光盤開發商存储的信息量更少。這導致長期作為任天堂合作夥伴的史克威爾被迫讓新款的最終幻想系列遊戲獨自登陸PlayStation並加盟索尼，因為光盤存儲的信息更多。首款獨家登陸PlayStation的最終幻想系列游戏《最终幻想VII》推动了PlayStation的销量，這削弱了任天堂的地位，并讓世嘉的市场份額劇烈下降。 
至此，任天堂和世嘉之间的主機大戰基本已经结束，因為索尼開始強勢崛起。雖然如此，世嘉还依然推出游戏机Dreamcast，但受到索尼推出的有史以來銷量最高的家用遊戲機的PlayStation 2影響，Dreamcast的銷量很一般。世嘉最終于2001年退出家用游戏机硬件領域，转而專注於开发遊戲。任天堂仍然未捨棄家用游戏机硬件业务，但推出的Wii、任天堂DS和任天堂Switch等遊戲機与索尼的遊戲機進行錯位競爭，任天堂這些遊戲機的特點是小型化以及便捷性，體積比PlayStation系列遊戲機小不少，而且小遊戲也較多，遊戲機價格也更便宜，因而任天堂和索尼之間的錯位競爭並不被視為主機大戰。

## 索尼与微软
微软于2001年通过Xbox游戏机进入游戏机市场。初代Xbox遊戲機在与PlayStation 2的竞争中表现不佳，全球销量仅为2400万台，而PlayStation 2的销量则达到了1.55亿台，微软未能从这款游戏机硬件上获利。尽管如此，微软內部依然对Xbox的整体表现感到满意，并于2005年发布Xbox 360。

### Xbox 360 与 PlayStation 3
索尼则在2006年发布了PlayStation 3。PlayStation 3在推出时独占游戏较少，而且定价较高，这使得Xbox 360在發佈初期具有优势。 不過Xbox 360故障問題不少，微軟為此花費了不少維修成本。
Xbox 360最終的销量约为8400万台 ，而PlayStation 3的销量为8700万台。

### Xbox One 与 PlayStation 4
索尼和微软都在2013年发布了各自的下一代游戏机PlayStation 4和Xbox One。两款游戏机的价格都較高，許多用戶覺得游戏机似乎越来越昂贵。 微软一度希望讓用戶不止用Xbox One來打遊戲，而且還可以用Xbox One來看電視，即讓Xbox One還能發揮機頂盒的功能。此外Xbox One還配备了Kinect。 PlayStation 4上市後，索尼還推出了許多独占游戏，最終PlayStation 4的销量為1.17亿台，而Xbox One銷量為5200万台。

### Xbox Series X|S 与 PlayStation 5
两家公司均于2020年发布了下一代游戏机：PlayStation 5以及Xbox Series X/S。微软又推出Xbox Game Pass和Xbox Cloud Gaming。 
微软于2021年收购Zenimax Media，并于2023年收購动视暴雪，索尼擔心微软可能会阻止贝塞斯达软件和動視暴雪的游戏登陸PlayStation 4以及PlayStation 5。 不過微软向索尼承诺在未来几年内決勝時刻系列遊戲依然會登陸PlayStation系列游戏机。
从2024年开始，微软开始讓其第一方游戏登陸PlayStation 5和任天堂Switch，即放棄了獨佔遊戲策略。这一变化表明微软開始向索尼做出让步，不再考慮硬件优先，而是注重遊戲軟件本身。  不過索尼自己也開始放棄獨佔遊戲策略，索尼的第一方遊戲陸續登陸Steam。此時任天堂仍然堅持獨佔遊戲策略。